# Звежинецкие ворота
Звежинецкие ворота (пол. Brama Zwierzyniecka) — памятник неоготического стиля второй половины XIX века, расположенный в Малопольском воеводстве, в Краковском повяте, в гмине Кшешовице, в деревне Тенчинек. Объект внесён в реестр недвижимых памятников Малопольского воеводства.

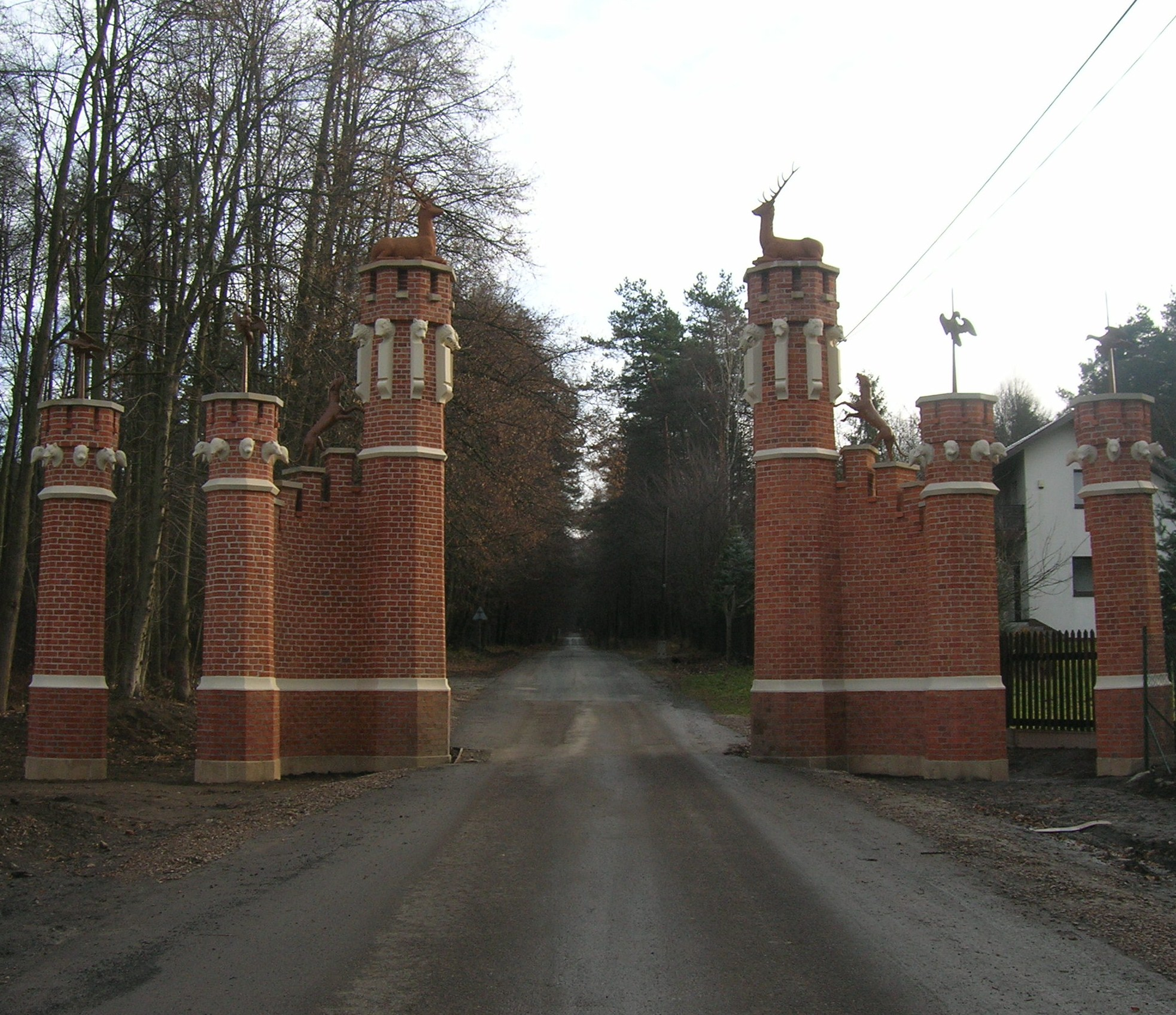
Звежинецкие ворота – вид с северной стороны

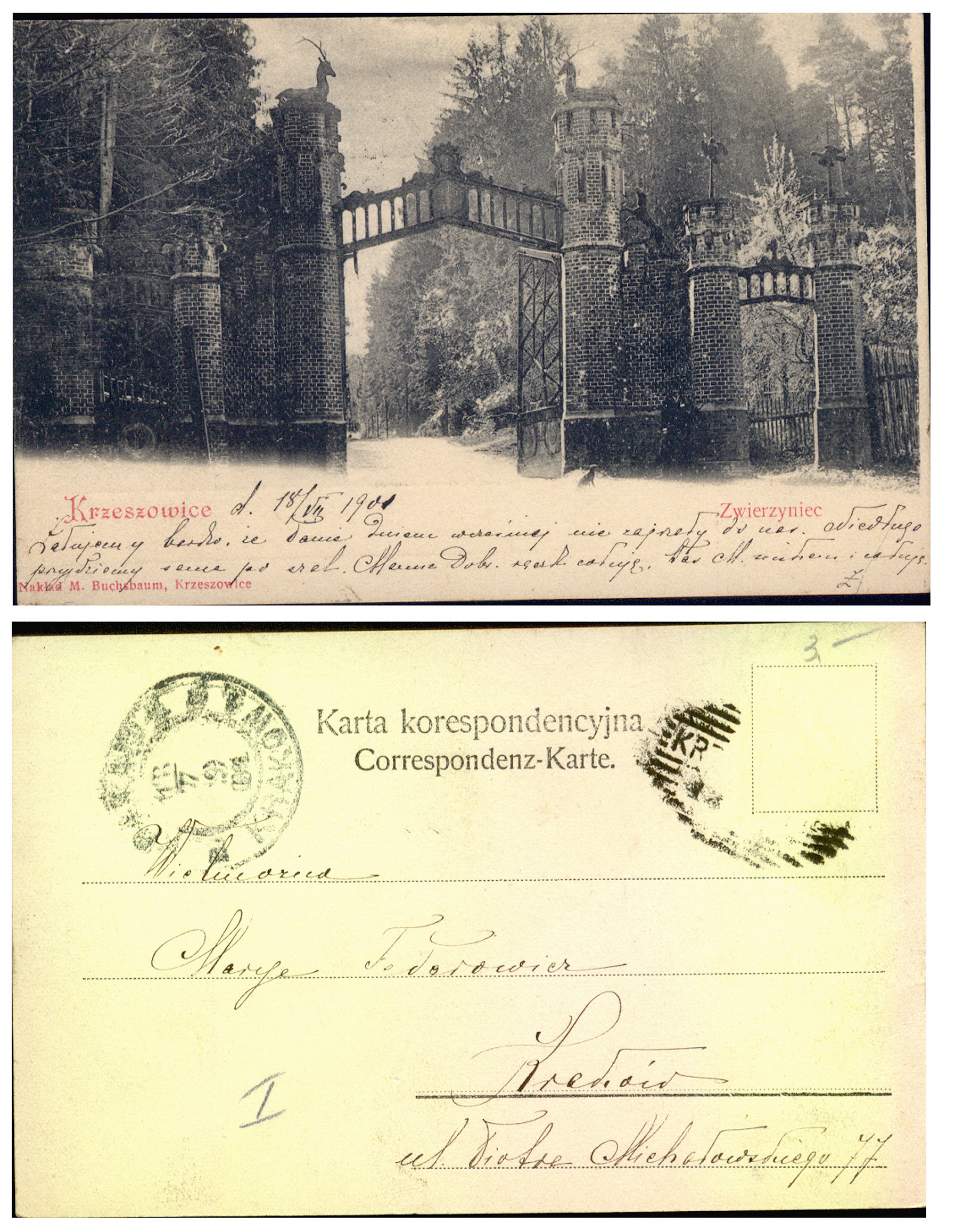
Ворота на почтовой открытке 1900 года

Это въездные ворота в Зверинец, расположенный в Лесу Звежинец, который принадлежал замку Тенчин. Это последние из четырёх ворот, сохранившиеся до наших дней. Они расположены на опушке леса между виллой «Элиза» и лесничеством Тенчинек надлесничества Кшешовице, в Жечках — самой восточной части Тенчинка, у повятовой дороги 2121K, ведущей к каменоломне Недзьведзя-Гура и бывшей шахте «Кристина». Ворота имеют декоративный характер (в настоящее время створки отсутствуют), по обеим сторонам дороги стоят высокие кирпичные башни (столбы) с соколами и борзыми. Ворота состоят из шести кирпичных столбов. Два центральных обрамляли главный проезд, их венчали скульптуры оленей, а в верхней части они были украшены головами животных. Над главным проездом находилась отлитая из чугуна ажурная рама, увенчанная гербом рода Потоцких (герб Пилява) из близлежащих Кшешовице, бывших владельцев ворот. Между парами симметричных, более низких столбов располагались меньшие боковые проходы (калитки). Боковые столбы, соединённые с центральными, были увенчаны фигурами борзых, обращённых к фигурам оленей.
В 2011–2012 годах ворота были отреставрированы.